# Fiziológiai és orvostudományi Nobel-díj
A fiziológiai és orvostudományi Nobel-díjasok névsora. A díjat Alfred Bernhard Nobel alapította, minden évben átadják.

## 1901–1909
| Év   | Név                                                                        | Téma                                                           |
| ---- | -------------------------------------------------------------------------- | -------------------------------------------------------------- |
| 1901 | Emil von Behring (Németország)                                             | „a torokgyík elleni oltás kifejlesztéséért”                    |
| 1902 | Ronald Ross (UK)                                                           | „a malária kutatásáért”                                        |
| 1903 | Niels Ryberg Finsen (Dánia)                                                | „a bőr-tbc (lupus vulgaris) fényterápiájának kifejlesztéséért” |
| 1904 | Ivan Petrovics Pavlov (Oroszország)                                        | „az emésztőrendszer fiziológiájának kutatásáért”               |
| 1905 | Robert Koch (Németország)                                                  | „a tuberkulózis baktériumának felfedezéséért”                  |
| 1906 | Camillo Golgi (Olaszország), Santiago Ramón y Cajal (Spanyolország)        | „az idegrendszer”                                              |
| 1907 | Alphonse Laveran (Franciaország)                                           | „a véglények okozta betegségek kutatásáért”                    |
| 1908 | Ilja Iljics Mecsnyikov (Oroszország), Paul Ehrlich (Németország) megosztva | „az immunrendszer vizsgálatáért”                               |
| 1909 | Emil Theodor Kocher (Németország)                                          | „a pajzsmiriggyel kapcsolatos vizsgálataiért”                  |

## 1910–1919
| Év   | Név                                      | Téma |
| ---- | ---------------------------------------- | --- |
| 1910 | Albrecht Kossel (Németország)            | „sejtbiológiai kutatásaiért, különös tekintettel a fehérjékre és a nukleinsavakra”                                 |
| 1911 | Allvar Gullstrand (Svédország)           | „a szem optikai rendszerével kapcsolatos vizsgálataiért”                                                           |
| 1912 | Alexis Carrel (Franciaország)            | „a vérerek, érsebészet és szervátültetési kutatásaiért"                                                            |
| 1913 | Charles Richet (Franciaország)           | „az anafilaxia felfedezéséért”                                                                                     |
| 1914 | Bárány Róbert (Osztrák–Magyar Monarchia) | „a belső fül vesztibuláris apparátusának (egyensúlyszervének) fiziológiájával és kórtanával kapcsolatos munkáiért” |
| 1915 | Nem ítélték oda.                         | Nem ítélték oda.                                                                                                   |
| 1916 | Nem ítélték oda.                         | Nem ítélték oda.                                                                                                   |
| 1917 | Nem ítélték oda.                         | Nem ítélték oda.                                                                                                   |
| 1918 | Nem ítélték oda.                         | Nem ítélték oda.                                                                                                   |
| 1919 | Jules Bordet (Belgium)                   | „az immunrendszer komplementer rendszerének felfedezéséért”                                                        |

## 1920–1929
| Év   | Név                                                                          | Téma |
| ---- | ---------------------------------------------------------------------------- | --- |
| 1920 | August Krogh (Dánia)                                                         | „a tüdő gázanyagcsere folyamatának vizsgálatáért” |
| 1921 | Nem ítélték oda.                                                             | Nem ítélték oda. |
| 1922 | Archibald Hill (UK), Otto Fritz Meyerhof (Németország) megosztva             | „az izomanyagcserében szerepet játszó kémiai folyamatok vizsgálatáért, különösen az izom oxigénfelhasználása és tejsavtermelése közötti összefüggés felismeréséért” |
| 1923 | Frederick Banting, John James Rickard Macleod (Kanada) megosztva             | „az inzulin felfedezéséért” |
| 1924 | Willem Einthoven (Hollandia)                                                 | „az elektrokardiográfia kifejlesztéséért” |
| 1925 | Nem ítélték oda.                                                             | Nem ítélték oda. |
| 1926 | Johannes Fibiger (Dánia)                                                     | „azon felfedezéséért, hogy a rák mesterségesen előidézhető” |
| 1927 | Julius Wagner-Jauregg (Ausztria)                                             | „a paralízis és hátgerincsorvadás elleni malárialáz-kezelés felfedezéséért”                                                                                         |
| 1928 | Charles Nicolle (Franciaország)                                              | „a tífusz ellen végzett munkááért” |
| 1929 | Christiaan Eijkman (Hollandia), Sir Frederick Gowland Hopkins (UK) megosztva | „különböző vitaminok felfedezéséért” |

## 1930–1939
| Év   | Név                                                                | Téma |
| ---- | ------------------------------------------------------------------ | --- |
| 1930 | Karl Landsteiner (Ausztria)                                        | „az emberi vércsoportok felfedezéséért” |
| 1931 | Otto Heinrich Warburg (Németország)                                | „a sejtlégzés vizsgálata során elért eredményeiért” |
| 1932 | Sir Charles Scott Sherrington, Edgar Douglas Adrian (UK) megosztva | „az idegsejtek működésének kutatásáért, többek között annak felismeréséért, hogy erősebb inger magasabb frekvenciájú idegi impulzusokat okoz”             |
| 1933 | Thomas Hunt Morgan (USA)                                           | „a kromoszómák átöröklésben játszott szerepének felfedezéséért”                                                                                           |
| 1934 | George Whipple, George Minot, William Parry Murphy (USA) megosztva | „a vészes vérszegénység elleni májterápia kifejlesztéséért”                                                                                               |
| 1935 | Hans Spemann (Németország)                                         | „az élő szervezetek korai fejlődési szakaszával kapcsolatos kutatásaiért”                                                                                 |
| 1936 | Sir Henry Hallett Dale (UK), Otto Loewi (Ausztria) megosztva       | „az idegingerületek kémiai átvitelével kapcsolatos kutatásaiért”                                                                                          |
| 1937 | Szent-Györgyi Albert (Magyarország)                                | „a biológiai égésfolyamatok, különösképpen a C-vitamin és a fumársavkatalízis szerepének terén tett felfedezéseiért”                                      |
| 1938 | Corneille Heymans (Belgium)                                        | „annak felismeréséért, hogy a légzés szabályozásában döntő szerepet játszanak a nyaki verőérhez és a szívből kivezető aortaívhez kapcsolódó érzékszervek” |
| 1939 | Gerhard Domagk (Németország)                                       | „a prontozil, az első szulfonamid alapú gyógyszer antibakteriális hatásának felfedezéséért”                                                               |

## 1940–1949
| Év             | Név                                                                           | Téma |
| -------------- | ----------------------------------------------------------------------------- | --- |
| 1940           | Nem ítélték oda.                                                              | Nem ítélték oda. |
| 1941           | Nem ítélték oda.                                                              | Nem ítélték oda. |
| 1942           | Nem ítélték oda.                                                              | Nem ítélték oda. |
| 1943           | Henrik Dam (Dánia), Edward Adelbert Doisy (USA) megosztva                     | „a K-vitamin és kémiai szerkezetének felfedezéséért”                                                                                           |
| 1944           | Joseph Erlanger, Herbert Spencer Gasser (USA) megosztva                       | „a különböző típusú idegszövetek felfedezéséért”                                                                                               |
| 1945           | Sir Alexander Fleming, Ernst Boris Chain, Sir Howard Florey megosztva         | „a penicillin és fertőző betegségeket gyógyító hatásának felfedezéséért”                                                                       |
| 1946           | Hermann Joseph Muller (USA)                                                   | „a röntgensugárzás mutációt kiváltó hatásának felfedezéséért”                                                                                  |
| 1947           | Carl Ferdinand Cori, Gerty Cori (USA), Bernardo Houssay (Argentína) megosztva | „agyalapi mirigy hormonjainak az állatok vércukorszint-szabályozásában betöltött szerepének felfedezéséért”                                    |
| 1948           | Paul Hermann Müller (Svájc)                                                   | „a DDT rovarirtó felfedezéséért” |
| 1949 megosztva | Walter Rudolf Hess (Svájc)                                                    | „annak a szerepnek a felfedezéséért, amelyet az agy bizonyos részei játszanak a belső szervek működésének meghatározásában és koordinálásában” |
| 1949 megosztva | António Egas Moniz (Portugália)                                               | „a prefrontális leukotómia terápiás bevezetéséért”                                                                                             |

## 1950–1959
| Év             | Név | Téma |
| -------------- | --- | --- |
| 1950           | Edward Calvin Kendall (USA), Tadeus Reichstein (Svájc), Philip Showalter Hench (USA) megosztva             | „a mellékvesekéreg-hormonok szerkezetének és biológiai hatásának tanulmányozásáért”                      |
| 1951           | Max Theiler (Dél-afrikai Köztársaság)                                                                      | „a sárgaláz elleni oltás kifejlesztéséért”                                                               |
| 1952           | Selman Waksman (USA)                                                                                       | „az első, tbc ellen hatásos antibiotikum (sztreptomicin) felfedezéséért”                                 |
| 1953 megosztva | Fritz Albert Lipmann (USA)                                                                                 | „a koenzim-A felfedezéséért és kutatásáért”                                                              |
| 1953 megosztva | Hans Krebs (UK)                                                                                            | „a citromsav-ciklus felfedezéséért”                                                                      |
| 1954           | John Franklin Enders, Thomas Huckle Weller, Frederick Chapman Robbins (USA) megosztva                      | „a járványos gyermekbénulás vírusának különböző szövetekben való kitenyésztéséért”                       |
| 1955           | Hugo Theorell (Svédország)                                                                                 | „az oxidációs enzimek hatócsoportjának tanulmányozása során elért eredményeiért”                         |
| 1956           | André Frédéric Cournand (USA), Werner Forßmann (Nyugat-Németország), Dickinson W. Richards (USA) megosztva | „a szív katéterezésének feltalálásáért és a vérkeringési rendszer kóros elváltozásainak kutatásáért”     |
| 1957           | Daniel Bovet (Olaszország)                                                                                 | „annak felfedezéséért, hogy egyes kémiai szerek, mint az antihisztamin gátolják az allergiás reakciókat” |
| 1958           | George Wells Beadle, Edward Lawrie Tatum, Joshua Lederberg (USA) megosztva                                 | „annak felfedezéséért, hogy az anyagcsere egyes lépései genetikailag meghatározottak”                    |
| 1959           | Severo Ochoa (Spanyolország)/(USA), Arthur Kornberg (USA) megosztva                                        | „az RNS és a DNS szintetizálásáért”                                                                      |

## 1960–1969
| Év             | Név                                                                                           | Téma |
| -------------- | --------------------------------------------------------------------------------------------- | --- |
| 1960           | Sir Frank Macfarlane Burnet (Ausztrália), Peter Medawar (UK) megosztva                        | „annak felfedezéséért, hogy tanulja meg a magzat immunrendszere megkülönböztetni a saját és az idegen szöveteket” |
| 1961           | Békésy György (Magyarország)/(USA)                                                            | „a belső fül, a csiga ingerlésének fizikai mechanizmusával kapcsolatos felfedezéseiért”                           |
| 1962           | Francis Crick (UK), James D. Watson (USA), Maurice Wilkins (Új-Zéland)/(UK) megosztva         | „a DNS molekuláris szerkezetének felfedezéséért”                                                                  |
| 1963           | Sir John Carew Eccles (Ausztrália), Alan Lloyd Hodgkin, Andrew Huxley (UK) megosztva          | „a kémiai úton történő ingerületátvitel és annak gátlása az idegsejtekben kutatásáért”                            |
| 1964           | Konrad Emil Bloch (USA), Feodor Lynen (Nyugat-Németország) megosztva                          | „a koleszterin és a zsírsavak anyagcserében játszott szerepének kutatásáért”                                      |
| 1965           | François Jacob, André Michel Lwoff, Jacques Monod (Franciaország) megosztva                   | „az üzenetközvetítő RNS, riboszómák és egyes gének más gének által való kontrollálásának felfedezéséért”          |
| 1966 megosztva | Francis Peyton Rous (USA)                                                                     | „daganatot okozó vírusok felfedezéséért”                                                                          |
| 1966 megosztva | Charles Brenton Huggins (USA)                                                                 | „a prosztatarák hormonkezelésének felfedezéséért”                                                                 |
| 1967           | Ragnar Granit (Finnország)/(Svédország), Haldan Keffer Hartline, George Wald (USA) megosztva  | „a szemben található fényérzékelő sejtek különböző típusainak és működésüknek leírásáért”                         |
| 1968           | Robert W. Holley (USA), Har Gobind Khorana (India), Marshall Warren Nirenberg (USA) megosztva | „annak leírásááért, hogy a sejtmag genetikai alkotóelemei miként irányítják a fehérjeszintézist”                  |
| 1969           | Max Delbrück, Alfred Hershey, Salvador Luria (USA) megosztva                                  | „a vírusok genetikájának és szaporodásának kutatásáért”                                                           |

## 1970–1979
| Év             | Név                                                                                               | Téma |
| -------------- | ------------------------------------------------------------------------------------------------- | --- |
| 1970           | Sir Bernard Katz (UK), Ulf von Euler (Svédország), Julius Axelrod (USA) megosztva                 | „az idegingerület működésének tanulmányozásáért”                                                                                         |
| 1971           | Earl W. Sutherland, Jr. (USA)                                                                     | „a hormonok hatásmechanizmusának felfedezéséért”                                                                                         |
| 1972           | Gerald M. Edelman (USA), Rodney Robert Porter (UK) megosztva                                      | „az antitestek kémiai szerkezetének felfedezéséért”                                                                                      |
| 1973           | Karl von Frisch (Nyugat-Németország), Konrad Lorenz (Ausztria), Nikolaas Tinbergen (UK) megosztva | „az állatok társas viselkedésének kutatásáért, különös tekintettel a méhek „táncnyelvére” és a fiatal madarak anyjukhoz való kötődésére” |
| 1974           | Albert Claude, Christian de Duve (Belgium), George Emil Palade (USA) megosztva                    | „az élő sejt alkotórészeinek elkülönítésére és elemzésére szolgáló módszerek kifejlesztésért”                                            |
| 1975           | David Baltimore (USA), Renato Dulbecco (Olaszország)/(USA), Howard Martin Temin (USA) megosztva   | „a daganatot okozó vírusoknak a sejtek örökítőanyagára való hatásának leírásáért”                                                        |
| 1976 megosztva | Baruch Samuel Blumberg (USA)                                                                      | „a hepatitis B vírus felfedezéséért” |
| 1976 megosztva | Daniel Carleton Gajdusek (USA)                                                                    | „a kannibalizmus okozta kuru betegség leírásáért”                                                                                        |
| 1977 megosztva | Roger Guillemin, Andrew Schally (USA)                                                             | „az agy által termelt peptid hormonokkal végzett munkájáért”                                                                             |
| 1977 megosztva | Rosalyn Sussman Yalow (USA)                                                                       | „az antitesteket használó peptid hormonok mérésére alkalmas Yalow–Berson-módszer kifejlesztéséért”                                       |
| 1978           | Werner Arber (Svájc), Daniel Nathans, Hamilton O. Smith (USA) megosztva                           | „a molekuláris biológia területén elért eredményeikért”                                                                                  |
| 1979           | Allan McLeod Cormack (USA), Godfrey Hounsfield (UK) megosztva                                     | „a komputertomográfia kifejlesztéséért”                                                                                                  |

## 1980–1989
| Év             | Név | Téma |
| -------------- | --- | --- |
| 1980           | Baruj Benacerraf (Venezuela), Jean Dausset (Franciaország), George D. Snell (USA) megosztva                   | „a szövet-összeférhetőségi génkomplex felfedezéséért, melynek segítségével az immunrendszer képes megkülönböztetni a saját és az idegen szervezetek molekuláit” |
| 1981           | Roger W. Sperry, David Hunter Hubel (USA), Torsten Wiesel (Svédország) megosztva                              | „az agyi féltekék eltérő funkcióinak tanulmányozásáért” |
| 1982           | Sune Bergström, Bengt Samuelsson (Svédország), John Robert Vane (UK) megosztva                                | „a prosztaglandin felfedezéséért” |
| 1983           | Barbara McClintock (USA)                                                                                      | „annak felfedezéséért, hogy egyes gének az örökletes anyagon belül bárhová képesek áthelyeződni”                                                                |
| 1984           | Niels Kaj Jerne (Dánia), Georges J. F. Köhler (Nyugat-Németország), César Milstein (Argentína)/(UK) megosztva | „az immunrendszer specifikus szabályozó mechanizmusának és felépítésének, valamint a monoklonális ellenanyagok termelési elvének felfedezéséért”                |
| 1985           | Michael Stuart Brown, Joseph L. Goldstein (USA) megosztva                                                     | „a koleszterin anyagcsere rendszerének leírásáért” |
| 1986           | Stanley Cohen (USA), Rita Levi-Montalcini (Olaszország)/(USA) megosztva                                       | „élő szervezetben termelődő, az ideg- és a hámszövet fejlődését befolyásoló anyagok kutatásáért”                                                                |
| 1987           | Tonegava Szuszumu (Japán)                                                                                     | „az ellenanyagok sokféleségét lehetővé tevő genetikai mechanizmust felismeréséért”                                                                              |
| 1988 megosztva | Sir James W. Black (USA)                                                                                      | „a béta receptor blokkolók és a hisztamin-2 receptor blokkoló felfedezéséért”                                                                                   |
| 1988 megosztva | Gertrude B. Elion (USA)                                                                                       | „a rákkezelésben és a transzplantációs kilökődés megakadályozása miatt használt gyógyszerek kifejlesztéésért”                                                   |
| 1988 megosztva | George H. Hitchings (USA)                                                                                     | „különböző antibiotikumok kifejlesztéésért” |
| 1989           | John Michael Bishop, Harold E. Varmus (USA) megosztva                                                         | „a celluláris onkogének felfedezéséért” |

## 1990–1999
| Év   | Név                                                                                                 | Téma |
| ---- | --------------------------------------------------------------------------------------------------- | --- |
| 1990 | Joseph Edward Murray, Edward Donnall Thomas (USA) megosztva                                         | „a szerv- és sejttranszplantáció témájában végzett kutatásokért” |
| 1991 | Erwin Neher, Bert Sakmann (Németország) megosztva                                                   | „a sejtmembránban található ioncsatornák vizsgálatáért” |
| 1992 | Edmond H. Fischer (Svájc)/(USA), Edwin G. Krebs (USA) megosztva                                     | „a megfordítható fehérjefoszforizáció felfedezéséért” |
| 1993 | Richard J. Roberts (UK), Phillip Allen Sharp (USA) megosztva                                        | „a génkutatásban elért eredményeikért” |
| 1994 | Alfred G. Gilman, Martin Rodbell (USA) megosztva                                                    | „a G-fehérjék szerepének felderítéséért, illetőleg azonosításáért” |
| 1995 | Edward B. Lewis (USA), Christiane Nüsslein-Volhard (Németország), Eric F. Wieschaus (USA) megosztva | „a korai embrionális fejlődés genetikai ellenőrzésének területén tett felfedezéseikért”                                                                                                  |
| 1996 | Peter C. Doherty (Ausztrália), Rolf M. Zinkernagel (Svájc) megosztva                                | „annak leírásáért, hogyan használják a nyiroksejtek a szövet-összeférhetőségi génkomplex (major histocompatibility complex – MHC) molekulákat a vírusok felismerésére és elpusztítására” |
| 1997 | Stanley B. Prusiner (USA)                                                                           | „a prionok (fertőző fehérjerészecskék) felfedezésért” |
| 1998 | Robert F. Furchgott, Louis J. Ignarro, Ferid Murad (USA) megosztva                                  | „annak felfedezéésért, hogy a nitrogén-monoxid a szervezet ingerületközvetítő molekulája”                                                                                                |
| 1999 | Günter Blobel (USA)                                                                                 | „azoknak a molekulán belüli jelzéseknek a felfedezéséért, amelyek a fehérjéknek a sejthártyán keresztüli vándorlását és a sejten belüli elhelyezkedését vezérlik”                        |

## 2000–2009
| Év   | Díjazott     | Díjazott                 | Ország                  | Téma |
| ---- | ------------ | ------------------------ | ----------------------- | --- |
| 2000 |              | Arvid Carlsson           | Svédország              | „annak bizonyításáért, hogy a dopamin felelős az agyban az idegsejtek közti jelátvitelért, és csökkenése Parkinson-kórhoz vezet”           |
| 2000 |              | Paul Greengard           | USA                     | „annak felfedezéséért, hogyan befolyásolják a neurotranszmitterek az agyműködést, és hogyan aktiválják a DARPP-32 nevű központi molekulát” |
| 2000 |              | Eric R. Kandel           | USA                     | „a hosszú és rövid távú emlékezet működésének molekuláris szintű leírásáért”                                                               |
| 2001 |              | Leland H. Hartwell       | USA                     | „a ciklin és a ciklin-dependens kináz, a sejtciklus szabályozása molekuláinak felfedezéséért”                                              |
| 2001 |              | Tim Hunt                 | Nagy-Britannia          | „a ciklin és a ciklin-dependens kináz, a sejtciklus szabályozása molekuláinak felfedezéséért”                                              |
| 2001 | Paul Nurse   |                          | Nagy-Britannia          | „a ciklin és a ciklin-dependens kináz, a sejtciklus szabályozása molekuláinak felfedezéséért”                                              |
| 2002 |              | Sydney Brenner           | Dél-Afrikai Köztársaság | „a szervfejlődés génszabályozásának és a programozott sejthalálnak kutatásában elért eredményeikért”                                       |
| 2002 |              | H. Robert Horvitz        | USA                     | „a szervfejlődés génszabályozásának és a programozott sejthalálnak kutatásában elért eredményeikért”                                       |
| 2002 |              | John E. Sulston          | Nagy-Britannia          | „a szervfejlődés génszabályozásának és a programozott sejthalálnak kutatásában elért eredményeikért”                                       |
| 2003 |              | Paul Lauterbur           | USA                     | „a mágneses magrezonanciás képalkotás (MRI) terén tett felfedezéseikért”                                                                   |
| 2003 |              | Peter Mansfield          | Nagy-Britannia          | „a mágneses magrezonanciás képalkotás (MRI) terén tett felfedezéseikért”                                                                   |
| 2004 |              | Linda Buck               | USA                     | „a szaglósejtek és a szaglórendszer működésének leírásáért”                                                                                |
| 2004 | Richard Axel |                          | USA                     | „a szaglósejtek és a szaglórendszer működésének leírásáért”                                                                                |
| 2005 |              | Barry Marshall           | Ausztrália              | „felfedezték a gyomorfekély és nyombélfekély okozóját: egy baktériumot, nevezetesen a Helicobacter pylorit"                                |
| 2005 | Robin Warren |                          | Ausztrália              | „felfedezték a gyomorfekély és nyombélfekély okozóját: egy baktériumot, nevezetesen a Helicobacter pylorit"                                |
| 2006 |              | Andrew Fire              | USA                     | „az RNS-interferencia felfedezéséért” |
| 2006 | Craig Mello  |                          | USA                     | „az RNS-interferencia felfedezéséért” |
| 2007 |              | Mario Capecchi           | USA                     | „a magzati őssejtek felhasználásával egereknél végrehajtható genetikai módosítások területén elért, áttörő jelentőségű felfedezéseikért”   |
| 2007 |              | Martin Evans             | Nagy-Britannia          | „a magzati őssejtek felhasználásával egereknél végrehajtható genetikai módosítások területén elért, áttörő jelentőségű felfedezéseikért”   |
| 2007 |              | Oliver Smithies          | USA                     | „a magzati őssejtek felhasználásával egereknél végrehajtható genetikai módosítások területén elért, áttörő jelentőségű felfedezéseikért”   |
| 2008 |              | Harald zur Hausen        | Németország             | „a humán papillomavírus (HPV) méhnyakrákot okozó hatásának feltárásért”                                                                    |
| 2008 |              | Françoise Barré-Sinoussi | Franciaország           | „az AIDS-et okozó HIV felfedezéséért” |
| 2008 |              | Luc Montagnier           | Franciaország           | „az AIDS-et okozó HIV felfedezéséért” |
| 2009 |              | Elizabeth Blackburn      | USA/Ausztrália          | „a telomérák és a telomeráz enzim felfedezéséért és az ezekkel kapcsolatos úttörő kutatásokért”                                            |
| 2009 |              | Carol W. Greider         | USA                     | „a telomérák és a telomeráz enzim felfedezéséért és az ezekkel kapcsolatos úttörő kutatásokért”                                            |
| 2009 |              | Jack W. Szostak          | USA                     | „a telomérák és a telomeráz enzim felfedezéséért és az ezekkel kapcsolatos úttörő kutatásokért”                                            |

## 2010–2019
| Év   | Díjazott         | Díjazott                | Ország         | Téma |
| ---- | ---------------- | ----------------------- | -------------- | --- |
| 2010 |                  | Robert Geoffrey Edwards | Nagy-Britannia | „az In Vitro Fertilisation-nak (IVF, a szervezeten kívüli megtermékenyítés módszere) fejlesztéséért”                                                                                   |
| 2011 |                  | Ralph Steinman          | Kanada/USA     | „a dendritikus sejtekkel kapcsolatos munkásságáért” |
| 2011 |                  | Bruce Beutler           | USA            | „a természetes vagy veleszületett immunrendszer kutatásáért” |
| 2011 |                  | Jules Hoffmann          | Franciaország  | „a természetes vagy veleszületett immunrendszer kutatásáért” |
| 2012 |                  | John B. Gurdon          | Nagy-Britannia | „a felfedezésért, hogy az érett sejteket vissza lehet programozni pluripotens sejtekké, amelyekből a test valamennyi szövete kialakítható”                                             |
| 2012 |                  | Jamanaka Sinja          | Japán          | „a felfedezésért, hogy az érett sejteket vissza lehet programozni pluripotens sejtekké, amelyekből a test valamennyi szövete kialakítható”                                             |
| 2013 |                  | James Rothman           | USA            | „a vezikuláris transzporttal kapcsolatos kutatásaik hozzájárultak annak megértéséhez, hogy a sejtek által előállított molekulák miként kerülnek a megfelelő helyre a megfelelő időben” |
| 2013 | Randy Schekman   |                         | USA            | „a vezikuláris transzporttal kapcsolatos kutatásaik hozzájárultak annak megértéséhez, hogy a sejtek által előállított molekulák miként kerülnek a megfelelő helyre a megfelelő időben” |
| 2013 |                  | Thomas Südhof           | Németország    | „a vezikuláris transzporttal kapcsolatos kutatásaik hozzájárultak annak megértéséhez, hogy a sejtek által előállított molekulák miként kerülnek a megfelelő helyre a megfelelő időben” |
| 2014 |                  | John O’Keefe            | USA            | „Az agy helymeghatározó rendszere sejtjeinek felfedezéséért” |
| 2014 |                  | May-Britt Moser         | Norvégia       | „Az agy helymeghatározó rendszere sejtjeinek felfedezéséért” |
| 2014 | Edvard Moser     |                         | Norvégia       | „Az agy helymeghatározó rendszere sejtjeinek felfedezéséért” |
| 2015 |                  | William C. Campbell     | Írország       | „A fonálféreg-fertőzések új szemléletű kezelésének felfedezéséért” |
| 2015 |                  | Ómura Szatosi           | Japán          | „A fonálféreg-fertőzések új szemléletű kezelésének felfedezéséért” |
| 2015 |                  | Tu Ju-ju                | Kína           | „Új maláriaellenes terápia kifejlesztéséért” |
| 2016 |                  | Ószumi Josinori         | Japán          | „Az autofágia mechanizmusának felfedezéséért” |
| 2017 |                  | Jeffrey C. Hall         | USA            | „A cirkadián ritmust szabályozó molekuláris mechanizmus felfedezéséért” |
| 2017 | Michael Rosbash  |                         | USA            | „A cirkadián ritmust szabályozó molekuláris mechanizmus felfedezéséért” |
| 2017 | Michael W. Young |                         | USA            | „A cirkadián ritmust szabályozó molekuláris mechanizmus felfedezéséért” |
| 2018 |                  | James P. Allison        | USA            | „A rák elleni modern immunterápia kifejlesztéséért” |
| 2018 |                  | Hondzso Taszuku         | Japán          | „A rák elleni modern immunterápia kifejlesztéséért” |
| 2019 |                  | William Kaelin          | USA            | „Az élet alkalmazkodóképességének kutatásáért” |
| 2019 | Gregg Semenza    |                         | USA            | „Az élet alkalmazkodóképességének kutatásáért” |
| 2019 |                  | Peter Ratcliffe         | Nagy-Britannia | „Az élet alkalmazkodóképességének kutatásáért” |

## 2020–2029
| Év   | Díjazott | Díjazott          | Ország             | Téma |
| ---- | -------- | ----------------- | ------------------ | --- |
| 2020 |          | Harvey J. Alter   | USA                | „A Hepatitis C vírus felfedezéséért" |
| 2020 |          | Michael Houghton  | Egyesült Királyság | „A Hepatitis C vírus felfedezéséért" |
| 2020 |          | Charles M. Rice   | USA                | „A Hepatitis C vírus felfedezéséért" |
| 2021 |          | David Julius      | USA                | „Az érzékelés és az idegpályák kapcsolatának felfedezéséért”                                                                                |
| 2021 |          | Ardem Patapoutian | USA/Libanon        | „Az érzékelés és az idegpályák kapcsolatának felfedezéséért”                                                                                |
| 2022 |          | Svante Pääbo      | Svédország         | „Az evolúciós genetika területén elért eredményeiért"                                                                                       |
| 2023 |          | Karikó Katalin    | USA/Magyarország   | „A módosított nukleozidokkal kapcsolatos felfedezéseikért, amelyek lehetővé tették a Covid-19 elleni hatékony mRNS-vakcinák kifejlesztését” |
| 2023 |          | Drew Weissman     | USA                | „A módosított nukleozidokkal kapcsolatos felfedezéseikért, amelyek lehetővé tették a Covid-19 elleni hatékony mRNS-vakcinák kifejlesztését” |
| 2024 |          | Viktor Ambros     | USA                | "A mikro-RNS felfedezéséért és a génszabályozásban betöltött szerepének meghatározásáért"                                                   |
| 2024 |          | Gary Ruvkun       | USA                | "A mikro-RNS felfedezéséért és a génszabályozásban betöltött szerepének meghatározásáért"                                                   |